# Kelli Barrett
Kelli Barrett (New York, 26 gennaio 1984) è un'attrice statunitense.

## Biografia
Kelli Barrett è stata cresciuta da una madre single a Virginia Beach, in Virginia.
La Barrett, in un'intervista, ha detto che, dopo aver assistito a una rappresentazione di Merrily We Roll Along, aveva espresso il desiderio di dedicarsi al musical e sua madre l'ha iscritta alla Hurray Players di Norfolk. Gli studi superiori li ha fatti alla Governor's School for the Arts, poi si è iscritta alla University of the Arts di Filadelfia. Nell'ultimo anno di università ha ottenuto un ruolo nel musical rock Bright Lights, Big City, rappresentato al Prince Music Theater di Filadelfia; il regista dello spettacolo, Stafford Arima, l'ha confermata nel musical ACE per una tournée locale.
A questo punto Kelli Barrett si è trasferita a New York e nel 2007 è stata scritturata per Gypsy al Westchester Broadway Theatre di Elmsford, nell'area metropolitana di New York, e off-Broadway in Rock of ages (2008-2009).
Il debutto a Broadway è stato nel ruolo di Gwen Cavendish nella commedia The Royal Family di George S. Kaufman ed Edna Ferber, per la regia di Doug Hughes, in scena al Samuel J. Friedman Theatre dall'8 ottobre al 13 dicembre 2009.
La produzione successiva è stata il musical Baby It's You! al Broadhurst Theatre, ispirato alle canzoni delle Shirelles, in scena dal 27 aprile al 4 settembre 2011; poi in On Your Toes, con Christine Baranski, regia e coreografie di Warren Carlyle, presentato l'8-12 maggio 2013 al New York City Center.
Successivamente si è aggiunta al cast di Wicked per il periodo dal 27 maggio 2014 al 18 gennaio 2015 al Gershwin Theatre; ha interpretato Lara Guishar, protagonista del musical Doctor Zhivago, con Tam Mutu (Živago), per la regia di Des McAnuff, in scena al Broadway Theatre dal 21 aprile al 10 maggio 2015, chiuso dopo 23 repliche per lo scarso successo di pubblico e di critica; È stata protagonista, con Douglas Hodge e per la regia di Michael Arden, in My Fair Lady, presentato al Bay Street Theatre di Sag Harbor il 2-28 agosto 2016; con Jennifer Damiano in Deathless, in scena dal 2 giugno al 2 luglio 2017 al Norma Terris Theatre di Chester, in Connecticut; nel cast di Gettin' the Band Back Together, diretto da John Rando, che, dopo 30 anteprime, ha debuttato 13 agosto 2018 al Belasco Theatre e si è concluso il 16 settembre, per un totale di 40 repliche.
Nel 2023 è ritornata a Broadway per interpretare la parte di Frances Phagan in una nuova produzione del musical Parade, con Micaela Diamond, diretto da Michael Arden, che ha debuttato al Bernard B. Jacobs Theatre e, dopo 21 anteprime, è stato rappresentato dal 16 marzo al 6 agosto 2023, per 169 repliche.

## Filmografia

### Cinema
- Syn Vivian, regia di Benjamin Chavda – cortometraggio (2004)
- I Love Shopping (Confessions of a Shopaholic), regia di P. J. Hogan (2009)
- Red Hook, regia di Elizabeth Lucas (2009)
- Remember Me, regia di Allen Coulter (2010)
- Due cuori e una provetta (The Switch), regia di Will Speck e Josh Gordon (2010)
- I pinguini di Mr. Popper, regia di Mark Waters (Mr. Popper's Penguins) (2011)
- Zarra's Law, regia di Juha Wuolijoki (2014)
- Happy Baby, regia di Stephen Elliott (2016)
- Emma, regia di Tim Kashani e Kent Nicholson (2018)
- The Big Ask, regia di Jaki Bradley – cortometraggio (2020)
- Devour, regia di Victoria Diana – cortometraggio (2021)

### Televisione
- A Haunting in Connecticut, regia di John Kavanaugh – film TV (2002)
- Late Night with Conan O'Brien – serie TV, episodio 16x43 (2008)
- Così gira il mondo (As the World Turns) – soap opera, 6 puntate (2008-2009)
- The Good Wife – serie TV, episodio 1x18 (2010)
- Ugly Betty – serie TV, episodio 4x19 (2010)
- A Gifted Man – serie TV, episodio 1x09 (2011)
- Law & Order - Unità vittime speciali (Law & Order: Special Victims Unit) – serie TV, episodi 12x15-17x10 (2011-2016)
- In cerca di Jane (I Just Want My Pants Back) – serie TV, 4 episodi (2011-2012)
- Person of Interest – serie TV, episodio 1x11 (2012)
- Made in Jersey – serie TV, episodio 1x02 (2012)
- Chicago Fire – serie TV, episodi 1x15-1x15 (2013)
- NCIS - Unità anticrimine (NCIS) – serie TV, episodio 10x18 (2013)
- Blue Bloods – serie TV, episodio 4x13 (2014)
- BrainDead - Alieni a Washington (BrainDead) – serie TV, episodio 1x05 (2016)
- The Blacklist: Redemption – serie TV, episodio 1x03 (2017)
- Wormwood – miniserie TV, episodio 1x02 (2017)
- The Punisher (The Punisher) – serie TV, 7 episodi (2017)
- Fosse/Verdon – miniserie TV, 3 episodi (2019)
- Dynasty – serie TV, 4 episodi (2019)
- Dickinson – serie TV, episodio 2x06 (2021)
- Younger – serie TV, 3 episodi (2021)

## Doppiatrici italiane
Nelle versioni in italiano delle opere in cui ha recitato, Kelli Barrett è stata doppiata da:
- Francesca Manicone in Law & Order - Unità vittime speciali (ep. 12x15), NCIS - Unità anticrimine
- Chiara Gioncardi in The Good Wife
- Joy Saltarelli in Person of Interest
- Valentina Mari in Law & Order - Unità vittime speciali (ep. 17x10)
- Roberta De Roberto in The Punisher
- Alessia Amendola in Fosse/Verdon
- Gaia Bolognesi in Dynasty